# ثامر عدنان شاكر
ثامر عدنان شاكر هو كاتب ومستشار إداري ورجل أعمال سعودي، والمؤسس التنفيذي لشركة شاكر بيت الاستشارة.

## سيرة ذاتية
ولد ثامر عدنان شاكر في شهر يوليوز عام 1975م بجدة، وحصل على درجة الماجستير في إدارة الأعمال من جامعة نوفا ساوث إيسترن - فلوريدا في الولايات المتحدة الأمريكية، وعلى البكالوريوس في علوم الحساب. لديه خبرة تمتد إلى أكثر من 15 عاماً في مجال الثقافة والإعلام، قدم خلالها عشرة كتب، كما شارك في الكثير من المناسبات، بالإضافة إلى كونه متحدثاً في العديد من المنتديات والمؤتمرات المحلية والإقليمية، ومساهماته في إنتاج وتقديم الصالون الثقافي في مكة المكرمة، وبعض البرامج الثقافية المختلفة. كما يملك خبرة مهنية تزيد عن 20 عاماً في مجال الإدارة وتطوير المنشآت والخطط والأهداف الاستراتيجية وتطوير القيادات في القطاعين الحكومي والخاص، حيث قاد عدة فرق لتنفيذ برامج تطويرية متعددة من خلال آلية التغيير الإداري، وذلك من خلال شركته «ميسان للاستشارات الإدارية» التي أسسها عام 2014م، كما يشغل اليوم منصب الرئيس التنفيذي بإحدى الشركات العاملة في قطاع تقنية المعلومات، وهو عضو بالأكاديمية الأمريكية للإدارة المالية، وعضو بالمؤسسة الأمريكية للاستشارات الإدارية IMC بالإضافة إلى بعض عضويات مجالس الإدارة في المملكة العربية السعودية.

## مؤلفاته
ألف ثامر عدنان شاكر العديد من الكتب، وهي:
- «عفوا سقط عمدا»، تم النشر في يونيو 2006م بواسطة دار الساقي.
- «حدث العام القادم»، تم النشر بواسطة دار التلاقي للكتاب عام 2009م.
- «قزم.. وعملاق.. ووطن»، تم النشر بواسطة سيبويه للنشر الإلكتروني عام 2010م.
- «هنا تويتر»، تم النشر بواسطة دار المناهل عام 2011م.
- «عاشق من العالم الثالث»، تم النشر في يناير 2012م.
- «صرح مصدر غير مسؤول»، تم النشر بواسطة مدارك في عام 2013م.
- «الأستاذ»، تم النشر في عام 2015م بواسطة مدارك.
- «صاحب السمو الحب»، تم النشر بواسطة دار المناهل عام 2017م.
- «عابر حياة»، تم النشر في نوفمبر 2018م بواسطة مدارك.
- «القادة الجدد! 100 نصيحة في القيادة الإدارية الحديثة جرعتك اليومية في دقيقة»، تم النشر بواسطة الدار العربية للعلوم ناشرون عام 2018م.